# St. Gangolf (Heinsberg)

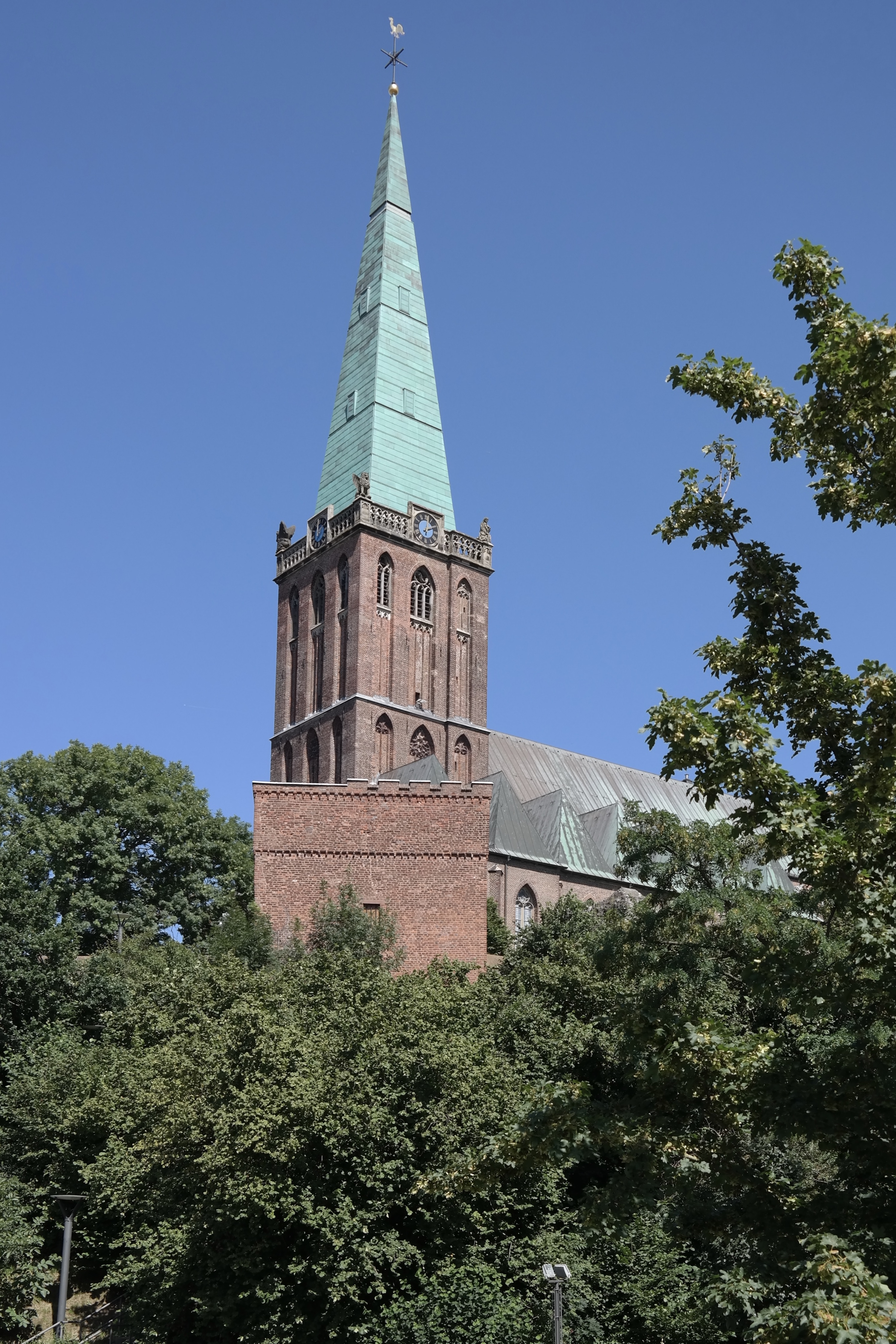
St. Gangolf im Jahr 2021

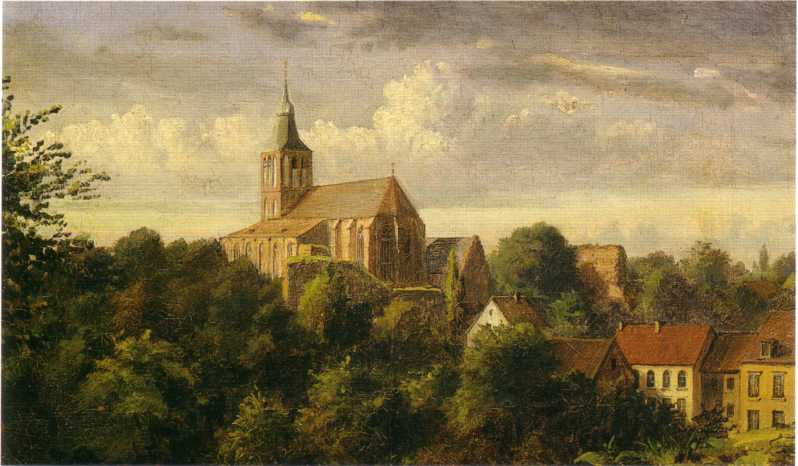
St. Gangolf im Bauzustand vor 1884 mit barockem Turmhelm. Gemälde von Oskar Begas aus dem Jahr 1851.

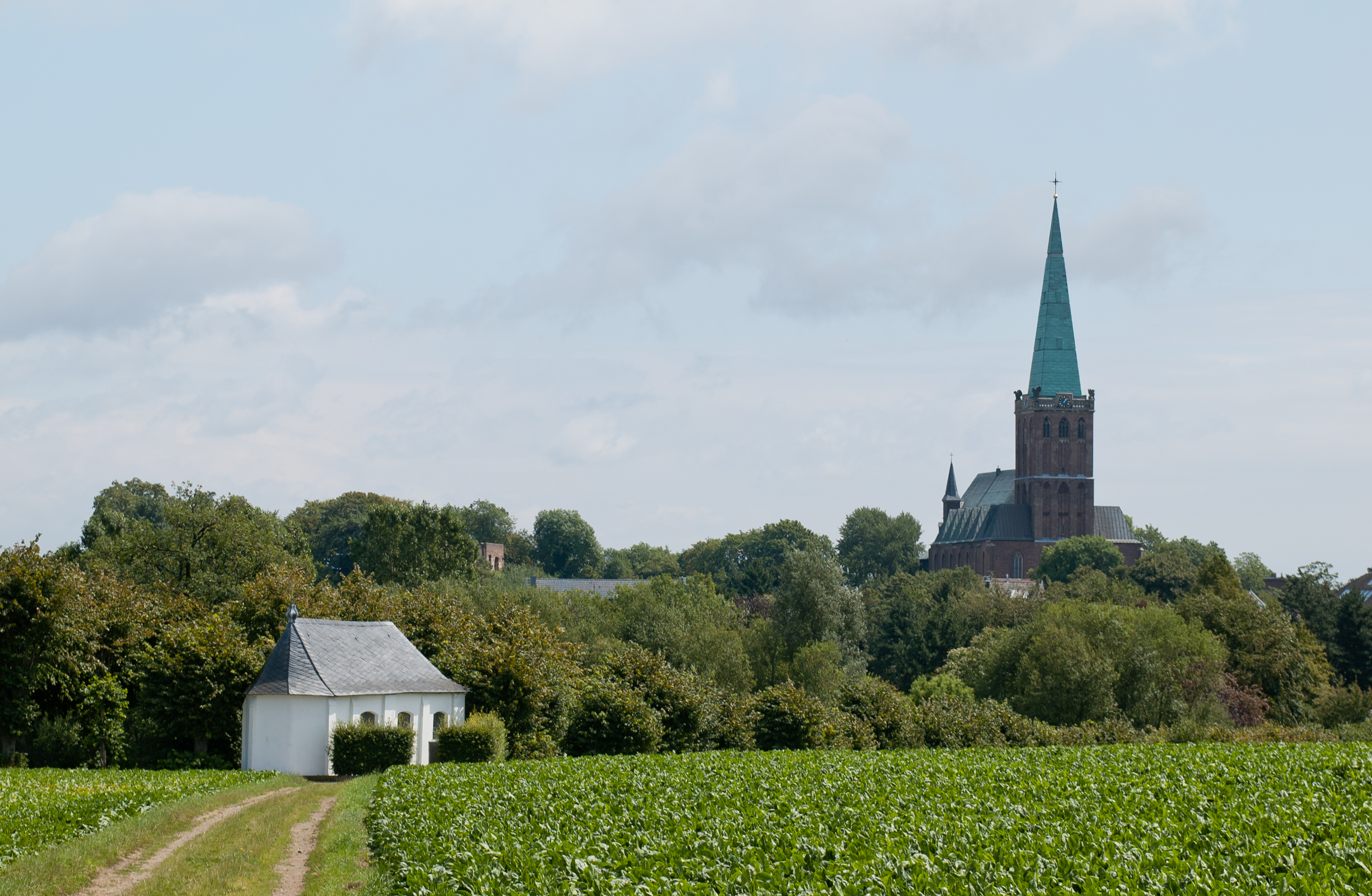
Blick auf den Heinsberger Kirchberg mit St. Gangolf und den links daneben liegenden Burgberg von der westlich der Stadt gelegenen Anhöhe des Klosterhofes aus. Im Vordergrund das Schlangenkapellchen am Klosterhof

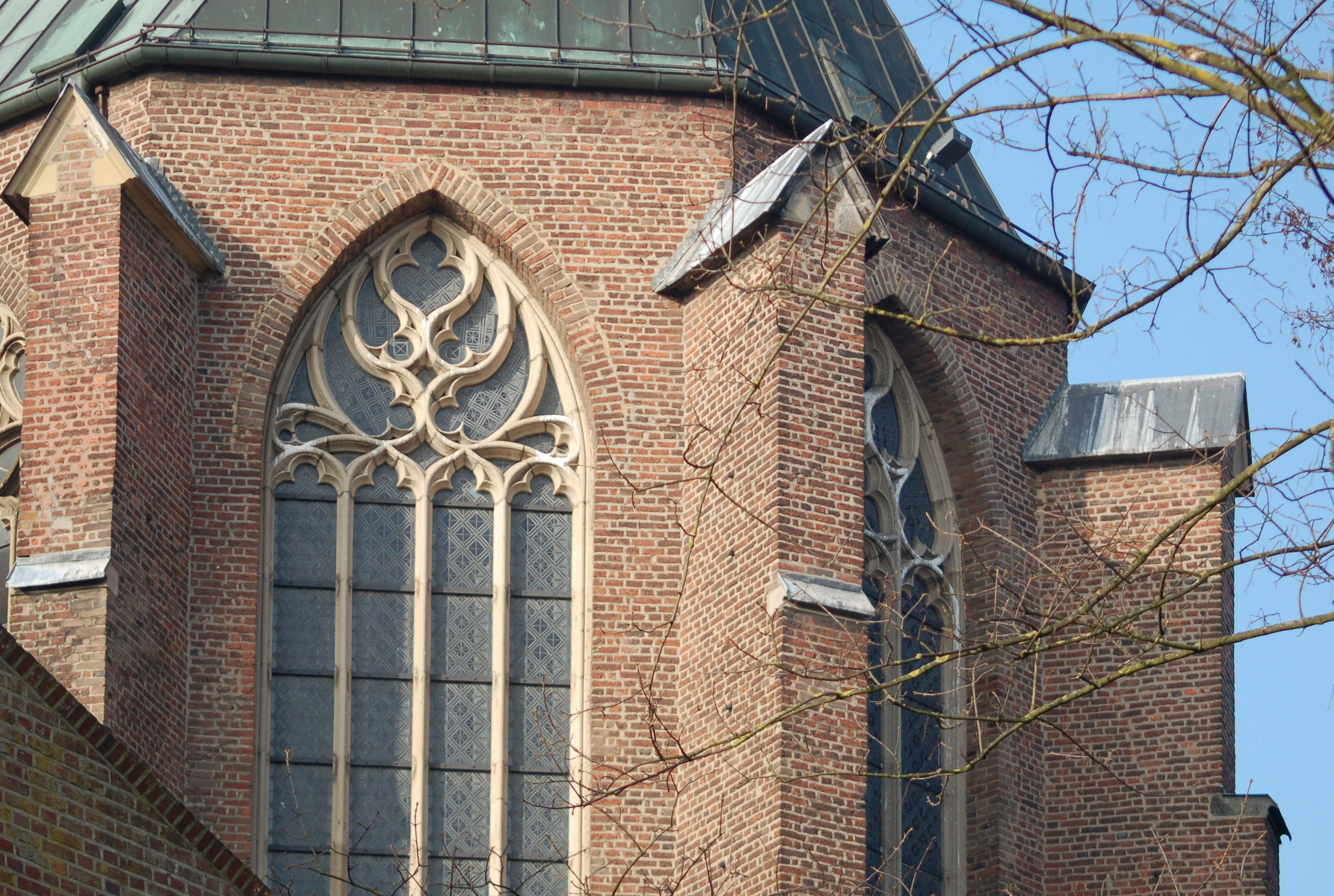
St. Gangolf, Detailansicht des Maßwerks und der Strebepfeiler des Hochchores von Südosten

St. Gangolf ist eine römisch-katholische Propsteikirche und ehemalige Stiftskirche in der rheinischen Stadt Heinsberg. Sie steht als Baudenkmal unter Denkmalschutz. Pfarrpatron ist der heilige Gangolf, ein burgundischer Ritter und Märtyrer des 8. Jahrhunderts. Die Kirche steht erhöht über der Stadt auf dem sogenannten Kirchberg, dem als Vorburg der Burg Heinsberg dienenden Teil der Heinsberger Motte.
Die Pfarrgemeinde von St. Gangolf gehört zum Bistum Aachen.

## Architektur und Baugeschichte
Vorgängerbau der heutigen gotischen Hallenkirche aus dem 15. Jahrhundert war eine dreischiffige romanische Kirche aus der Mitte des 12. Jahrhunderts mit einer größten äußeren Längsausdehnung von 35,65 m und einer größten äußeren Breite von 23,2 m. Von diesem turmlosen Vorgängerbau ist noch die Krypta erhalten (s. u.). Der Vorgängerbau, der bis auf Kleinigkeiten mit dem romanischen Vorgängerbau der Salvatorkirche in Duisburg im Grundriss übereinstimmte, hatte ein Querhaus sowie einen langrechtigen Chor. Ungewöhnlich für den Kirchenbau des 12. Jahrhunderts im Niederrhein-Maas-Gebiet war beim Vorgängerbau von St. Gangolf die Verwendung von Backsteinen. Der romanischen Kirche ging ein sich archäologisch in Schutt- und Brandlagen manifestierender weiterer früherer Kirchenbau voraus.
Die heutige dreischiffige Hallenkirche hat eine lichte Länge von rund 53 m und eine lichte Breite von etwa 22,5 m. Ihre Strebepfeiler sind außer am Chor nach innen gezogen, sie treten an der Außenseite nur durch dreieckige Mauervorlagen in Erscheinung. Das fünfjochige Mittelschiff und der aus zwei rechteckigen Jochen und dem dreiseitig geschlossenen, etwas größeren Ostjoch gebildete Chor sind von Netzgewölben überspannt; die mit zwei weiteren Jochen rechts und links des Turmes verlängerten Seitenschiffe dagegen mit einfachen Kreuzgewölben. Erheblich über dem Niveau des eigentlichen Kirchenschiffes liegt der Hochchor, unter diesem die romanische Krypta des Vorgängerbaues aus der Mitte des 12. Jahrhunderts. Diese ist als dreischiffige, niedrige Halle ausgeführt, verfügte ursprünglich über fünf Joche, heute nur noch über etwas mehr als vier, und hat einen geraden Ostabschluss. Das Gewölbe der Krypta wird von acht kurzen, recht derben Säulen und rechteckigen Pilastern an den Wänden getragen. Die Würfelkapitelle der Krypta liegen auf reich durchgebildeten Kämpferplatten.
Die Dachkonstruktion von St. Gangolf ist im Lauf der Jahrhunderte mehrfach verändert worden. Im 17. Jahrhundert wurde über Schiff und Chor ein einheitlich auch über die Seitenschiffe führendes Satteldach errichtet, dass über dem Chorschluss und den westlichen Enden der am Turm angebauten Seitenschiffe abgewalmt war. Nach einem Brand im Jahr 1702 trug der Turm eine barocke Haube, die in der ersten Hälfte des 19. Jahrhunderts mehrfach vom Blitz getroffen wurde und deshalb in Mitleidenschaft gezogen war. Eine Analyse des Architekten Lambert von Fisenne ergab überdies, dass das schwere Dach die Statik des Schiffes gefährdete. Deshalb wurden zwischen 1884 und 1889 sowohl der Turmhelm als das Dach des Kirchenschiffes nach Plänen v. Fisennes erneuert. Der Turm erhielt, unter Nutzung zumindest von Teilen des barocken Dachstuhles, einen sehr steil ausgezogenen achtseitigen, verschieferten Turmhelm in neugotischer Formensprache. Hierbei wurde der Turmschaft auch mit der heute noch vorhandenen Maßwerksgalerie mit ihren für die vier Evangelisten stehenden Figuren (Löwe, geflügelter Mensch, Stier und Adler) angebracht. Beim Kirchenschiffsdach orientierte sich v. Fisenne an alten Kalkleisten am Turm. Statt des Einheitsdaches wurden über jedem Joch der Seitenschiffe kleinere, im First zum First des Mittelschiffs rechtwinklig angeordnete Satteldächer mit steilem Spitzgiebel errichtet. Nach der Zerstörung im Zweiten Weltkrieg trat an die Stelle dieser kleinen Satteldächer mit Giebel je ein kleines Walmdach im rechten Winkel zum Hauptdach des Schiffes.
Einhergehend weiteren, umfassenden Instandsetzungsarbeiten in der zweiten Hälfte des 19. Jahrhunderts (u. a. Rekonstruktion der bereits in der Nacht vom 9. auf den 10. Februar 1783 teilweise eingestürzten Gewölbe des Mittelschiffs und nördlichen Seitenschiffs) wurde dem Zeitgeist gemäß die barocke Innenausstattung entfernt. Teile der Altäre gelangten durch Verkauf nach Nebelschütz in Sachsen.
Der neugotische Turmhelm wurde beim Bombenangriff der Royal Air Force auf Heinsberg vom 16. November 1944 schwer beschädigt. Aufgrund der Schäden stürzte die neugotische Konstruktion bei einem Wintersturm am 28. Dezember 1945 größtenteils ein; beim Wiederaufbau der Kirche in der Nachkriegszeit hat man diese nicht rekonstruiert, sondern nur das verbliebene Helmteil mit einer niedrigen Dachhaube geschlossen. Auch wurden die beiden durch die Kriegseinwirkung zerstörten Figuren von Adler und Stier zunächst nicht ersetzt. Dies geschah erst am 29. März 1990, die beiden neuen Figuren, welche der Bildhauer Titus Reinarz schuf, sind im Gegensatz zu ihren Vorgängern nicht aus Sandstein, sondern aus Hohenfelser Basalt gearbeitet.
Die Kirche erhielt dann im Jahr 2004 einen neuen steilen Turmhelm von pyramidaler Form mit Kupfereindeckung, wie auch das Kirchenschiff bereits in den 1980er-Jahren anstelle der Ziegeleindeckung der Nachkriegsjahre ein Kupferdach erhalten hatte. Dieser Turmhelm wurde elementweise in einer gewichtssparenden Tafelschalungsbauweise am Boden vorgefertigt; die einzelnen Elemente wurden an einem Tag ohne Einrüstung mittels eines Fahrzeugkranes auf den Turmschaft aufgesetzt. Das verbliebene denkmalgeschützte Teilstück des barocken Dachstuhles konnte gleichwohl auf dem Turmschaft verbleiben, da die Neukonstruktion über diesen alten Dachstuhl gestülpt wurde.

## Ausstattung

### Taufkessel
Die Kirche ist ausgestattet unter anderem mit einem im Gelbgussverfahren um 1500 hergestellten spätgotischen Taufkessel. Er wurde vermutlich von einem maasländischen Meister hergestellt und wird von drei liegenden Löwenfiguren getragen. Der eine Statuette des heiligen Gangolf tragende Deckel kann mittels eines schmiedeeisernen, in gotischen Formen verzierten Kranes zur Seite geschwenkt werden.

### Hochgrab der Herren von Heinsberg

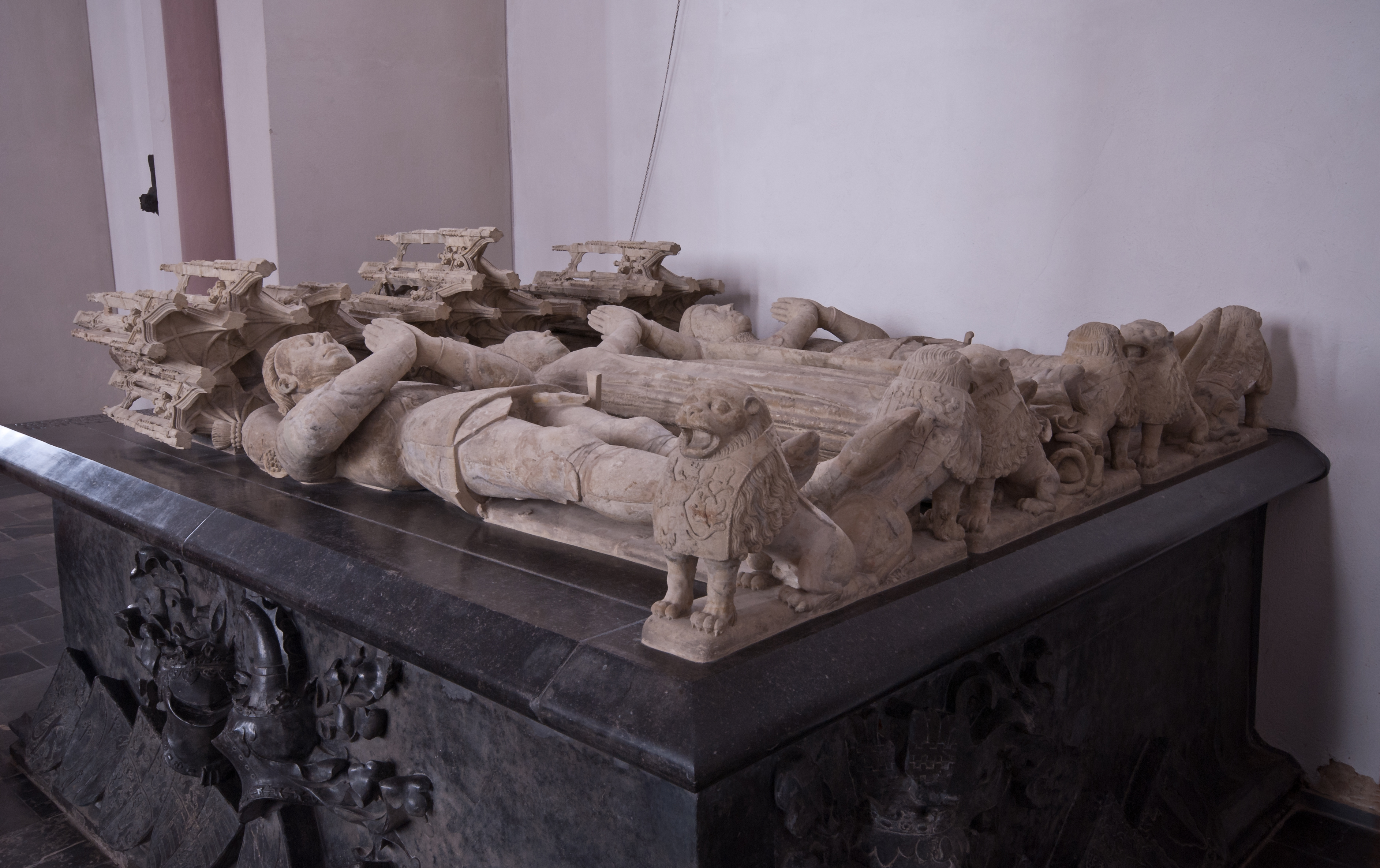
Hochgrab der Herren von Heinsberg

Nennenswert ist weiter das Hochgrab der Herren von Heinsberg aus dem 15. Jahrhundert, eine der hervorragendsten Arbeiten dieser Art im Rheinland. Auf dem Grab sind, gearbeitet in feinstem Kalkstein, als liegende Figuren dargestellt Johann II. von Heinsberg († 1438), dessen Gemahlin Margarethe von Gennep († 1419) sowie deren Sohn Johann III. von Heinsberg († 1443). Die wie die Deckplatte aus fast schwarzem, polierten Stein gearbeiteten Wangen des Grabmales sind mit Ahnenwappen geziert. Dargestellt sind (in der Schreibweise der Beischriften auf dem Denkmal) auf der linken, männlichen Seite die Wappen von Loen, Holland, Chyny, Heinsberg, Gilych, Engeland, Brabant und Schottland sowie auf der rechten, weiblichen Seite diejenigen von Genepe, Altenburg, Vlandern, Bruynenburg, Erkel, Lippe, Gelder und Heube. Somit werden dem Betrachter aber, wie etwa mit Engeland, auch einige in der tatsächlichen Ahnenreihung des figürlich dargestellten Herrscherpaares nicht stimmige Wappen präsentiert. Die nur 2,3 m lange und 1,7 m breite Gruft der Herren von Heinsberg befand sich unterhalb des Hochgrabes und reichte ursprünglich bis unter die Deckplatte. Sie war nur durch einen schrägen Schacht an der Ostseite des Grabes zugänglich. Das Hochgrab wurde erstmals im ersten Jahrzehnt des 20. Jahrhunderts wiederhergestellt, damals beseitigte man Beschädigungen, die durch einen Gewölbeeinsturz im Jahre 1783 entstanden waren; ein weiteres Mal nach schweren Kriegsschäden im Zweiten Weltkrieg.

### Chorgestühl und Kreuztragungsgruppe
Schwer beschädigt und in Teilen zerstört wurde im Zweiten Weltkrieg auch das Chorgestühl mit seinen reich geschnitzten Wangen aus der Mitte des 15. Jahrhunderts. Es ist inzwischen mit reduzierter Sitzplatzzahl restauriert bzw. teilweise rekonstruiert worden. Eine um 1500 entstandene, etwa zwei Meter hohe Kreuztragungsgruppe zeigt den mit geschlossenen Lidern das Kreuz beidarmig tragenden Christus und den erheblich kleiner dargestellten Simon von Cyrene.

### Hochaltar
Der im Hochchor gelegene Hochaltar ist ein Werk des Bildhauers Hein Minkenberg. Vier die Evangelisten symbolisierende und 71 cm hohe Figuren, welche Minkenberg aus optischen Gründen mit Mensch hinten links, Adler vorne links, Stier vorne rechts und Löwe hinten rechts nicht in der üblichen Reihung anordnete, tragen eine 1,91 m tiefe und 3 m breite Muschelkalkplatte aus einem Würzburger Steinbruch von rund 30 cm Stärke. Der Altar war zum Zeitpunkt der Wiedereinweihung der Kirche nach Abschluss des Wiederaufbaues nach dem Zweiten Weltkrieg im September 1955 noch nicht fertiggestellt, er konnte erst acht Monate später geweiht werden. Zu seinem Aufbau musste extra ein Loch in die südliche Seitenwand des Chores geschlagen werden, da die Statik der romanischen Krypta den Transport der 5050 kg schweren Altarplatte über sie nicht erlaubte.

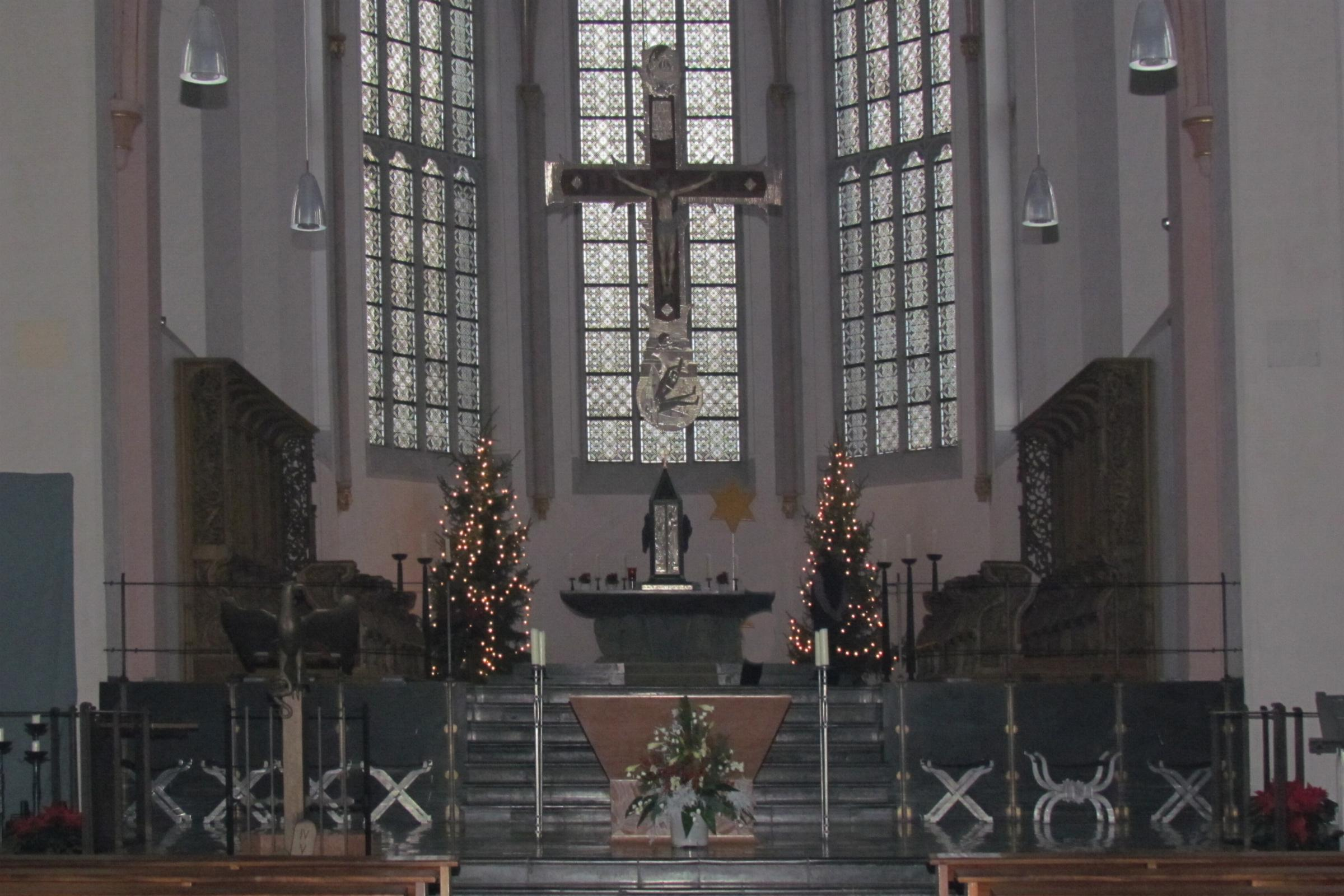
Blick in den Hochchor
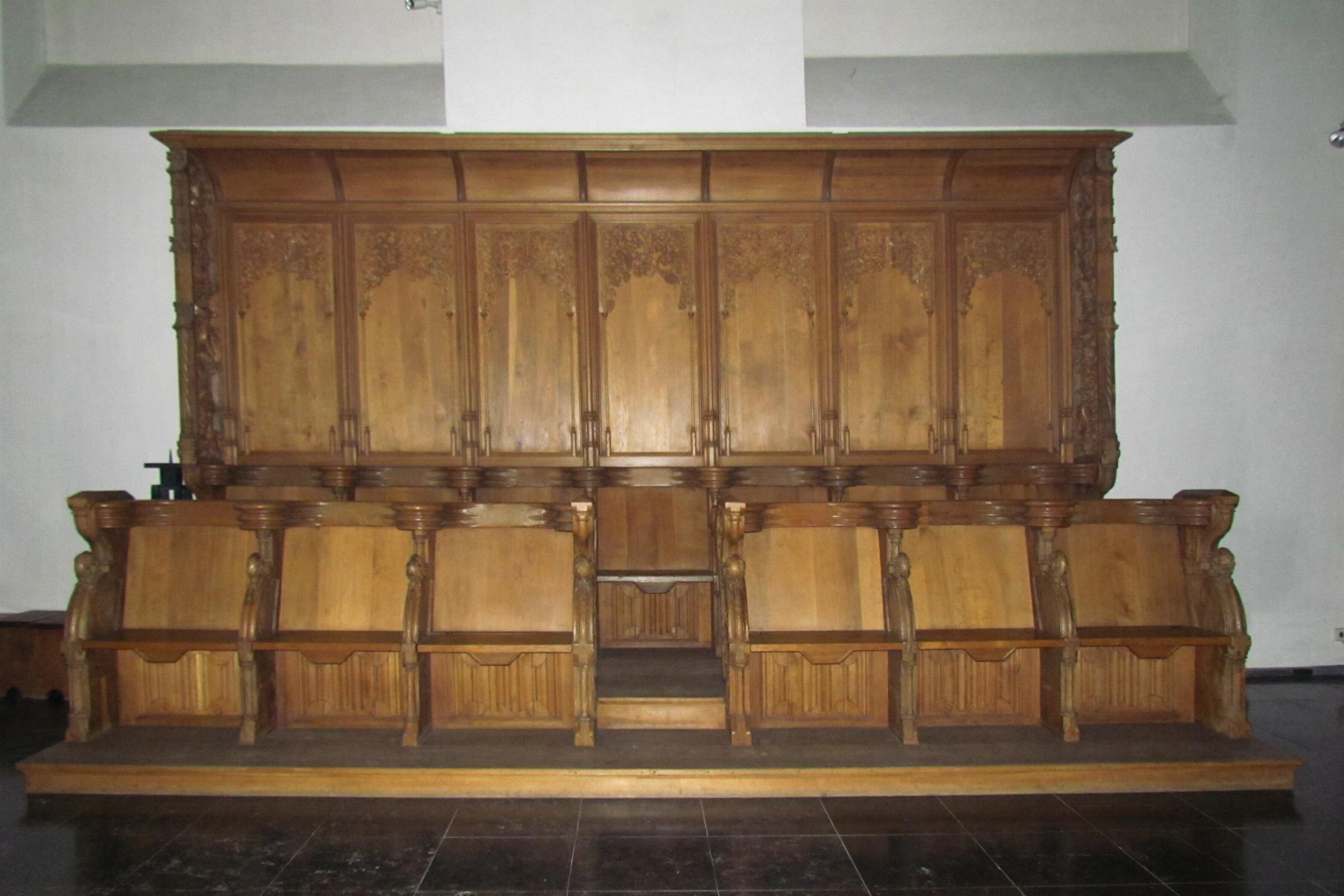
Chorgestühl
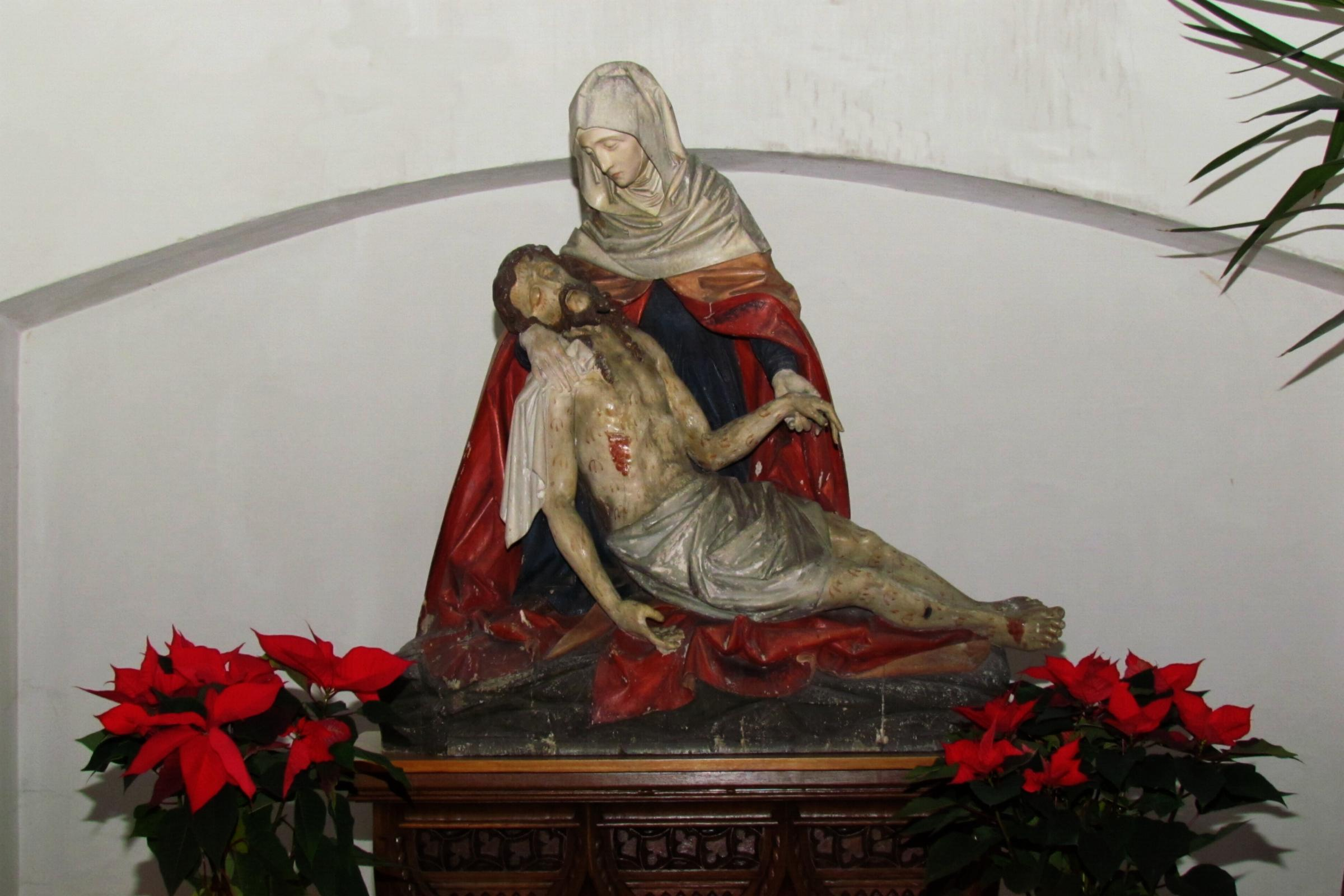
Schmerzhafte Mutter
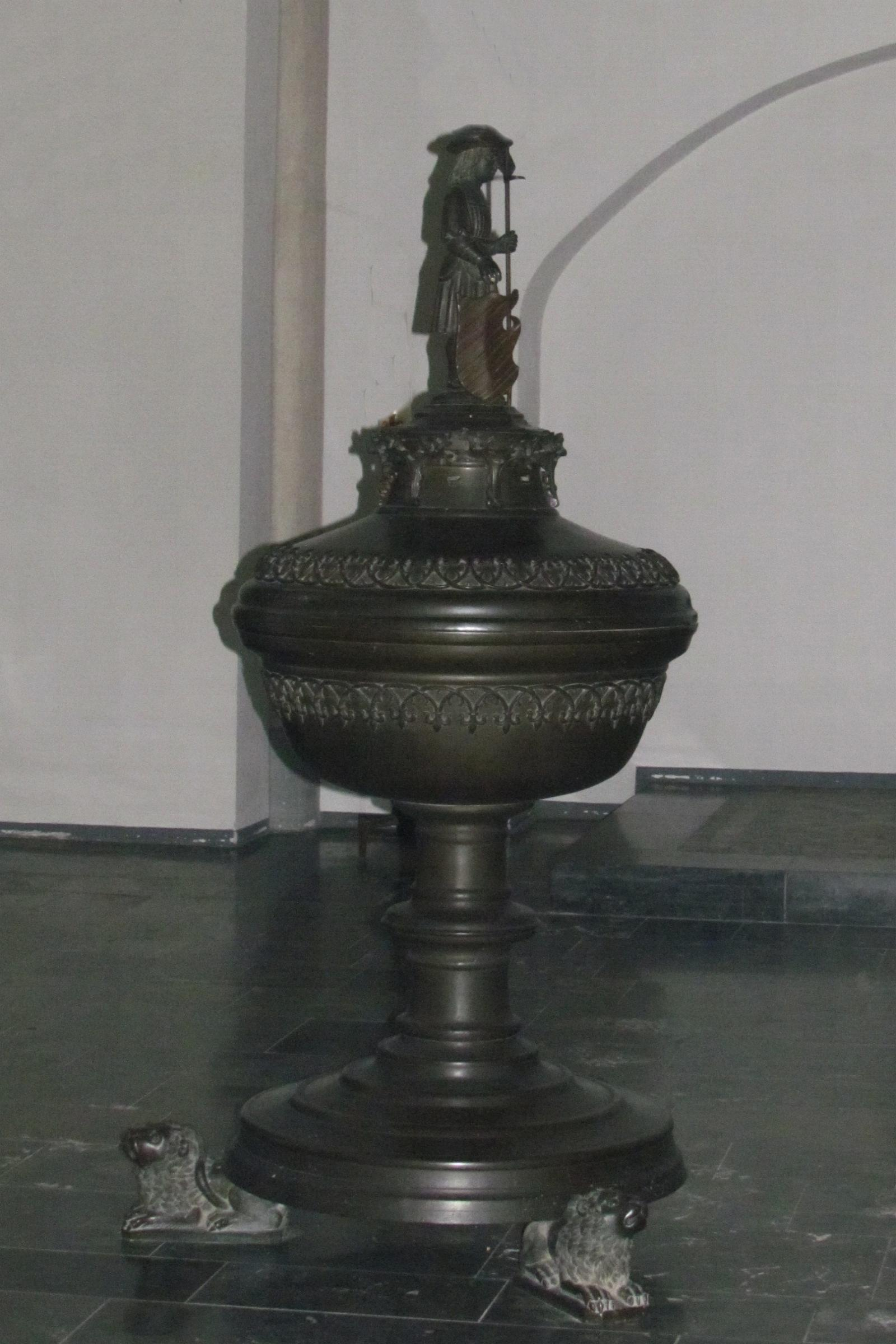
Taufkessel

### Reliquien
In St. Gangolf werden Reliquien der heiligen Hedwig von Andechs aufbewahrt, einer Enkelin der Mathilde von Heinsberg.

### Fenster
Die Maßwerkfenster des Kirchenschiffes und des Chores (abgesehen von den drei Fenstern des Chorschlusses) wurden ab 1990 mit einer geometrischen Ornamentik zeigenden Bleiverglasung ausgestattet. Diese Fenster entwarf Wilhelm Buschulte.

### Orgel

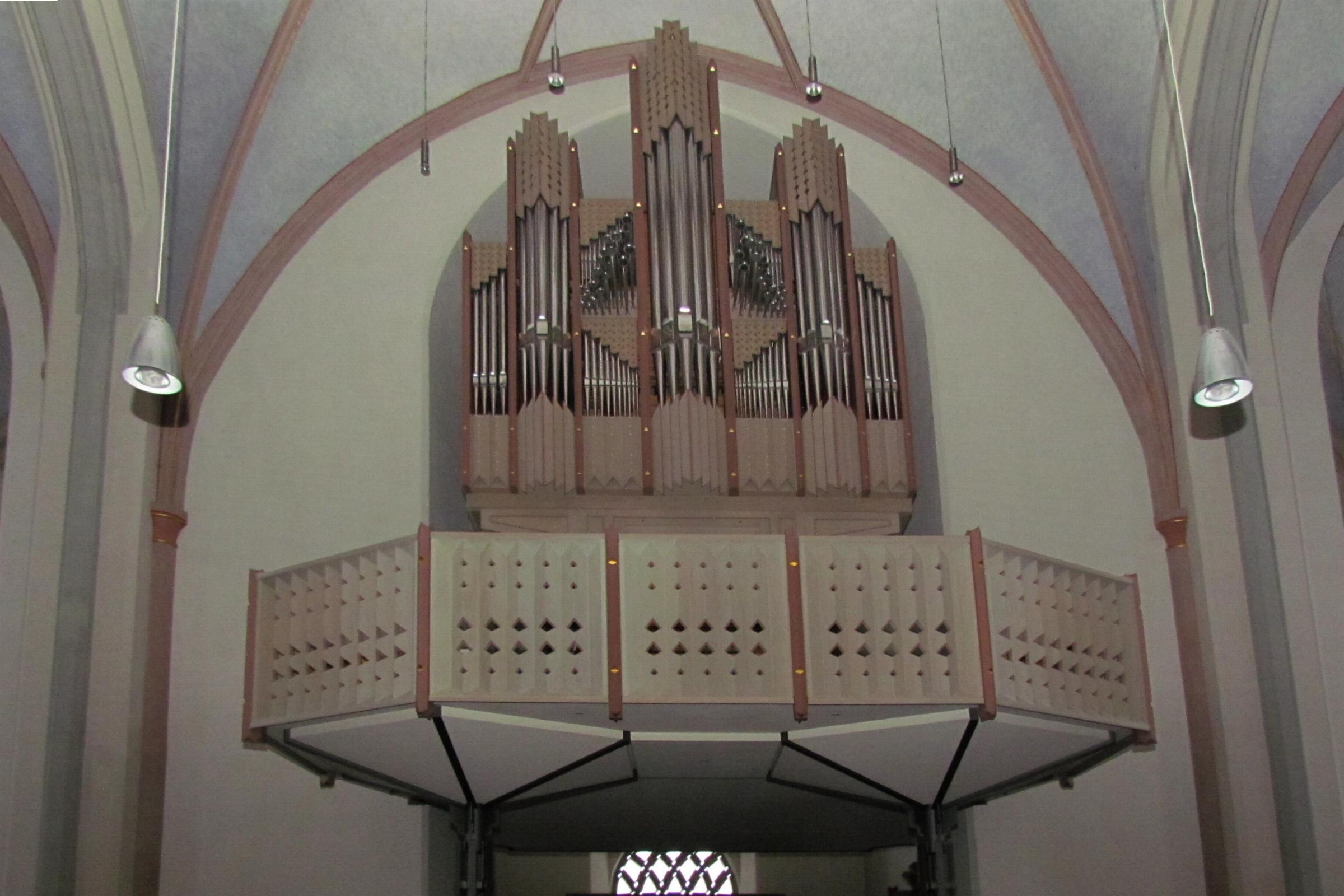
Orgelprospekt

Die Orgel wurde 1993 von der Orgelbaufirma Seifert (Kevelaer) erbaut. Das Instrument hat 39 Register auf drei Manualen und Pedal. Die Spiel- und Registertrakturen sind mechanisch.
| I Hauptwerk C–g3 |        |
| Bordun           | 16′    |
| Principal        | 08′    |
| Metallgedackt    | 08′    |
| Gamba            | 08′    |
| Octav            | 04′    |
| Blockflöte       | 04′    |
| Quint            | 02 ⁄3′ |
| Superoctav       | 02′    |
| Larigot          | 01 ⁄3′ |
| Mixtur V         |        |
| Trompete         | 08′    |

| II Positiv C–g3 |        |
| Bourdon         | 8′     |
| Flûte           | 4′     |
| Nasard          | 2 ⁄3′  |
| Doublette       | 2′     |
| Tierce          | 1 3⁄5′ |
| Chamade         | 8′     |

| III Schwellwerk C–g3 |         |
| Salicet              | 16′     |
| Nachthorn            | 08′     |
| Salicional           | 08′     |
| Vox Celestis         | 08′     |
| Principal            | 04′     |
| Rohrflöte            | 04′     |
| Viola                | 04′     |
| Rohrnasard           | 02 ⁄3′  |
| Waldflöte            | 02′     |
| Terz                 | 01 3⁄5′ |
| Mixtur V             |         |
| Fagott               | 16′     |
| Trompete harmonique  | 08′     |
| Oboe                 | 08′     |
| Vox Humana           | 08′     |

| Pedal C–f1  |     |
| Kontrabass  | 16′ |
| Subbass     | 16′ |
| Violoncello | 08′ |
| Gedacktbass | 08′ |
| Tenorflöte  | 04′ |
| Bombarde    | 16′ |
| Posaune     | 08′ |

- Koppeln: III/I, III/II, II/I, III/P, II/P, I/P

### Glocken
Im Glockenstuhl des Kirchturms sind sechs Glocken aus den Jahren 1764 und 1964 untergebracht.
| Nr. | Name        | Gießer                                                                 | Gussjahr | ⌀ (mm) | Gewicht (kg) | Nominal (16tel) |
| --- | ----------- | ---------------------------------------------------------------------- | -------- | ------ | ------------ | --------------- |
| I   | Maria       | Hans Georg Hermann Maria Hüesker, Fa. Petit & Gebr. Edelbrock, Gescher | 1964     | 1790   | 3600         | b0              |
| II  |             | Alexius Petit d. Ältere, De Donck, Niederlande                         | 1764     | 1450   | 1830         | des1            |
| III | Katharina   | Hans Georg Hermann Maria Hüesker, Fa. Petit & Gebr. Edelbrock, Gescher | 1964     | 1322   | 1450         | es1             |
| IV  | Hedwig      | Hans Georg Hermann Maria Hüesker, Fa. Petit & Gebr. Edelbrock, Gescher | 1964     | 1163   | 1000         | f1              |
| V   | Elisabeth   | Hans Georg Hermann Maria Hüesker, Fa. Petit & Gebr. Edelbrock, Gescher | 1964     | 1100   | 810          | ges1            |
| VI  | Solo-Glocke | Hans Georg Hermann Maria Hüesker, Fa. Petit & Gebr. Edelbrock, Gescher | 1964     |        |              | f2              |

Geläutemotiv: Te Deum laudamus, Gotteslob Nr. 379

## Presseberichte
- 750 Jahre Altarweihe (Kirchenzeitung 37/2012)
- St. Gangolf: Altar Jubiläum nur per Zufall entdeckt. (AZ vom 12. September 2012)
- Das letzte Fenster von St. Gangolf ist fertig. (AZ von 22. März 2013)
- Baukunst-NRW: Baugeschichte von St. Gangolf in Heinsberg